# Thằn lằn ngón cực đông
Thằn lằn ngón cực đông (Danh pháp khoa học: Cyrtodactylus cucdongensis) là một loài thằn lằn thuộc chi thằn lằn ngón mới được phát hiện ở Việt Nam. Loài thằn lằn ngón mới được phát hiện ở khu vực mũi cực đông thuộc tỉnh Khánh Hoà. 

## Đặc điểm
Loài này có đặc điểm hình thái gần giống với thằn lằn ngón Cát Tiên (Cyrtodactylus cattienensis) được phát hiện ở Vườn quốc gia Cát Tiên, tỉnh Đồng Nai năm 2010. Thằn lằn chân ngón cực đông có kích thước trung bình, trên lưng chúng có các đốm màu nâu nhạt. Chúng có chiều dài đầu và thân hơn 65mm. Tên của chúng được đặt theo vùng phân bố thuộc xã Vạn Thạnh, huyện Vạn Ninh, tỉnh Khánh Hoà. Đây là loài thằn lằn ngón thứ 33 được ghi nhận ở Việt Nam.